# Жалпаксай
Жалпаксай (каз. Жалпақсай, до 1998 г. — Политотдел) — село Умтылского сельского округа в Карасайском районе Алматинской области Казахстана. Административный центр Умтылского сельского округа. Находится примерно в 5 км к северо-востоку от центра города Каскелен. Код КАТО — 195255100.

## Население
В 1999 году население села составляло 4066 человек (1977 мужчин и 2089 женщин). По данным переписи 2009 года, в селе проживали 4392 человека (2167 мужчин и 2225 женщин).